# Съмърсет (остров)
Съмърсет или Самърсет (на английски: Somerset Islsnd) е 10-и по големина остров в Канадския арктичен архипелаг, 12-и в Канада и 46-и в света. Площта на острова е 24 786 кв. км. Административно е в състава на територия Нунавут. Островът е необитаем.
Съмърсет се намира в южната част на архипелага. На север протока Бароу го отделя от островите Корнуолис и Девън, а на изток протока Принц Риджент от п-ов Бродер на остров Бафинова земя. Изключително тесния проток Бело го отделя на юг от п-ов Бутия, а на запад протока Пил разделя Съмърсет от остров Принц Уелски.
Бреговата линия е 1297 км, но за разлика от повечето острови на архипелага, Съмърсет има по слабо разчленено крайбрежие. На югоизток дълбоко в острова се вдава залива Кресуел, на северозападния бряг е залива Астън Бей, а на северния – Гарние.
Релефът на острова е предимно хълмист и равнинен, като най-високата точка връх Кресуел пик (Creswell Peak) в западната част достига до 489 м надморска височина. На Съмърсет има стоци езера и множество къси реки. Най-голямото езеро Стануел Флечер (Stanwell Fletcher Lake) се намира в южната най-тясна част на острова, а най-голямата река Кресуел, тече от север на юг и се влива в залива Кресуел.
Климатът е арктичен със средна януарска температура -30°-35 °C, средната юлска е в порядъка от 0° до 10 °C. Валежите са оскъдни (главно от сняг) 100-250 мм годишно, но поради слабото изпарения в резултата на ниските температури снежната покривка се задържа близо 10 месеца и подхранва множеството езера и реки.
През юли и август се развива характерната тундрова растителност – треви, цвета, мъхове и лишеи.
От 1937 г. до 1948 г. в най-южната част на острова, на брега на протока Бело е съществувала Търговска фактория Форт Рос, Сега островът е необитаем.
Съмърсет е открит през 1819 г. от експедицията на Уилям Едуард Пари, когато е открито североизточното крайбрежие на острова и северния вход на протока Принц Риджент (между п-ов Бродер на остров Бафинова земя на юг-югоизток и Съмърсет на север-северозапад).
През 1829-1833 г. Джон Рос, Джеймс Кларк Рос откриват и изследват източното крайбрежие на острова и откриват протока Бело, отделящ го от п-ов Бутия.
През 1846 г. трагично завършилата експедиция възглавявана от Джон Франклин открива протока Пил (отделящ Съмърсет на изток от остров Принц Уелски на запад) и цялото западно крайбрежие на острова.
През 1848-1849 г. Джеймс Кларк Рос, Френсис Макклинток и Джон Ричардсън изследват северното и западното крайбрежие на Съмърсет на юг до 72º 38` с.ш.
|  | Тази страница частично или изцяло представлява превод на страницата Somerset Island (Nunavut) в Уикипедия на английски. Оригиналният текст, както и този превод, са защитени от Лиценза „Криейтив Комънс – Признание – Споделяне на споделеното“, а за съдържание, създадено преди юни 2009 година – от Лиценза за свободна документация на ГНУ. Прегледайте историята на редакциите на оригиналната страница, както и на преводната страница, за да видите списъка на съавторите. ВАЖНО: Този шаблон се отнася единствено до авторските права върху съдържанието на статията. Добавянето му не отменя изискването да се посочват конкретни източници на твърденията, които да бъдат благонадеждни. |